# Géza Hajós
Géza Hajós (* 14. September 1942 in Budapest; † 12. Februar 2019 in Wien) war ein österreichischer Kunsthistoriker und Gartenhistoriker ungarischer Herkunft.

## Leben
Hajós studierte von 1960 bis 1965 Geschichte und Kunstgeschichte an der Universität Budapest. Noch 1965 übersiedelte er nach Österreich und promovierte 1971 an der Universität Wien in Kunstgeschichte mit einer Dissertation über die romanischen Skulpturen der Kathedrale St. Peter und Paul in Pécs/Ungarn.
Parallel war er ebenfalls ab 1965 im Bundesdenkmalamt in Wien tätig, zunächst bis 1986 in der architekturbezogenen Denkmalinventarisation und Denkmalforschung (Institut für österreichische Kunstforschung), wo er unter anderem an einigen Bänden der Österreichischen Kunsttopographie und des Dehio-Handbuches mitwirkte. 1986 wurde er erster Leiter des Referates, sodann der Abteilung für historische Gartenanlagen, die nach seiner Pensionierung 2007 wieder abgeschafft wurde.
Hajós war Mitglied des Gründungsvorstands des Österreichischen Kunsthistorikerverbandes (heutige Bezeichnung Verband Österreichischer Kunsthistorikerinnen und Kunsthistoriker), ab 1984 verantwortlicher Redakteur der ersten Hefte der Verbandspublikation „Kunsthistoriker“ (heutiger Titel „Kunstgeschichte aktuell“). Zudem war Hajós Initiator und maßgeblicher Motor für die 1991 vollzogene Gründung der Österreichischen Gesellschaft für historische Gärten und ihr erster Generalsekretär.
Ab 1992 habilitierte er an der Universität Graz zur neueren Kunstgeschichte. Er hatte Lehraufträge an den Hochschulen Innsbruck, Wien und Graz und war der Autor von mehr als 200 wissenschaftlichen Publikationen über historische Gartenarchitektur (mit Schwerpunkt auf Anlagen des 18. Jahrhunderts und der Romantik), Architekturgeschichte des 18. und 19. Jahrhunderts sowie Theorie der Denkmalpflege. Er war 1989–2014 Mitherausgeber der Gartenkunst.
Seit 1993 war Hajós Mitglied des Internationalen Komitees für historische Gärten und Kulturlandschaften (ICOMOS und IFLA), seit 2005 in dessen Advisory Board. Für die UNESCO fertigte er Gutachten zu den Gartenanlagen am und um den Königspalast von Caserta in Italien, die Kew Gardens in England und den Barockpark von Schloss Schwetzingen in Deutschland.
Géza Hajós starb nach langer Krankheit im Februar 2019 im Alter von 76 Jahren in Wien. Er wurde am Döblinger Friedhof bestattet.

## Auszeichnungen
Hajós war Ehrenpräsident der Österreichischen Gesellschaft für Historische Gärten sowie Ehrenmitglied im International Scientific Committee for Historic Gardens von ICOMOS.
- 1990 Wissenschaftspreis des Landes Niederösterreich Förderungspreis
- 2001 Silbernes Ehrenzeichen für Verdienste um das Land Wien
- 2003 Berufstitel Professor – verliehen vom Bundespräsident
- 2012 Friedrich-Ludwig-von-Sckell-Ehrenring der Bayerischen Akademie der Schönen Künste
- 2013 Österreichisches Ehrenkreuz für Wissenschaft und Kunst I. Klasse

## Publikationen
- Publikationsliste: Beatrix Hajos, Eva Berger: Publikationsliste von Univ. Prof. Dr. Géza Hajos 1966–2007. In: Die Gartenkunst 19 (2/2007), S. 411–420.
- einzelne Arbeiten:
  - Bearbeiter, mit Beiträgen von Dora Heinz, Ricarda Oettinger: Die Kirchen des III. Bezirks (in Wien). Mit einer Einleitung über die topographische Entwicklung des Bezirks. Institut für Österreichische Kunstforschung des Bundesdenkmalamtes, Wien 1974, ISBN 3-7031-0373-6.
  - Schönbrunn. Barockes Schloss. Wiener Geschichtsbücher, Zsolnay Verlag, Wien Hamburg 1976, ISBN 3-552-02809-9.
  - Beiträge im: Dehio-Handbuch. Die Kunstdenkmäler Österreichs. Vorarlberg. Verlag Anton Schroll & Co, Wien 1983, ISBN 3-7031-0585-2.
  - (Hrsg.): Stadtparks in der österreichischen Monarchie 1765–1918. Studien zur bürgerlichen Entwicklung des urbanen Grüns in Österreich, Ungarn, Kroatien, Slowenien und Krakau aus europäischer Perspektive. Böhlau Verlag, Wien 2007, ISBN 978-3-205-77638-3.
  - Romantische Gärten der Aufklärung, Wien, Köln 1989
  - Historische Gärten in Österreich (Sammelband), Wien, Köln, Weimar 1993
  - Denkmalschutz und Öffentlichkeit (Aufsatzsammlung) Peter Lang 2005
  - Der malerische Landschaftspark von Laxenburg bei Wien, Wien, Köln, Weimar 2006